# Den vzniku samostatného československého státu
Den vzniku samostatného československého státu je státní svátek České republiky připadající na 28. říjen. Je daný zákonem č. 245/2000 Sb., účinným od 9. srpna 2000, jakožto připomínka vzniku Československa roku 1918. Zástupci Národního výboru československého zveřejnili v ten den provolání o vzniku Československa a vydali zákon o zřízení samostatného státu. Sváteční 28. říjen je jedním ze dvou řádových dnů České republiky (druhým je 1. leden), tedy dnem, ve kterém se mohou českým občanům propůjčovat a udělovat státní vyznamenání.
Na Slovensku je 28. říjen rovněž stejnojmenným státním svátkem (slovensky Deň vzniku samostatného česko-slovenského štátu), avšak nikoliv dnem pracovního klidu.

## Historie

### Vznik Československa
Dne 28. října 1918 zahájila v Ženevě delegace Národního výboru československého, vedená Karlem Kramářem, jednání s představitelem zahraničního protirakouského odboje Edvardem Benešem o vytvoření a podobě samostatného československého státu. Mimo jiné dospěli k dohodě, že nový stát bude republikou (byla uvažována i monarchie), prezidentem se stane Tomáš Garrigue Masaryk a Kramář bude předsedou vlády. Téhož dne kolem 9. hodiny ranní se vydali Antonín Švehla a František Soukup jménem Národního výboru převzít Obilní ústav v Praze, aby zabránili odvozu obilí na frontu končící první světové války, a nechali zaměstnance ústavu přísahat věrnost nově vznikajícímu státu. Poté se rozšířila zpráva o uznání podmínek míru Rakousko-Uherskem.
Podmínky obsahovaly i uznání autonomie národů Rakousko-Uherska, které si lid vyložil jako uznání nezávislosti. Tato zpráva se stala impulsem k živelným demonstracím, při nichž lid jásal v ulicích a ničil symboly Rakousko-Uherska. Na pražském Václavském náměstí u pomníku svatého Václava promluvil k davům kněz Isidor Zahradník a vyhlásil samostatný Československý stát.
Večer 28. října vydal Národní výbor první zákon, zákon o zřízení samostatného státu československého, a poté bylo ještě zveřejněno provolání Národního výboru „Lide československý. Tvůj odvěký sen se stal skutkem…“. Pod oběma dokumenty byli podepsáni Antonín Švehla, Alois Rašín, Jiří Stříbrný, Vavro Šrobár a František Soukup – později zvaní „Muži 28. října“. Tentýž den byli do Národního výboru přibráni čtyři zástupci; zástupci Němců a Maďarů ale nebyli přizváni.

### Svátek
K prvnímu výročí vzniku Československa schválilo Revoluční národní shromáždění zákon č. 555/1919 Sb., účinný od 14. října 1919, kterým byl 28. říjen prohlášen za československý státní svátek. Na základě zákona č. 65/1925 Sb., účinného od 15. dubna 1925, byl také zařazen mezi památné dny. V období první republiky byl 28. říjen oslavován jako významný den, s vojenskými přehlídkami a pietními akty, a byl dnem pracovního klidu.
Po německé okupaci českých zemí byl 28. říjen za Protektorátu Čechy a Morava vládním nařízením č. 219/1939 Sb., přijatým 18. září 1939, vyřazen z kategorie památných dnů, avšak samotný původní zákon z roku 1919 o státním svátku zrušen nebyl (nebyl však využíván). Na výročí vzniku Československa 28. října 1939 došlo k rozsáhlým protestům proti nacistické okupaci. Během demonstrace byli dva lidé zabiti a patnáct zraněno. Mezi mrtvými byl i student medicíny Jan Opletal, jehož pohřeb, uskutečněný 15. listopadu, se stal záminkou pro další protesty proti okupaci, na něž Němci reagovali 17. listopadu 1939 uzavřením českých vysokých škol.
Po skončení druhé světové války v roce 1945 došlo k obnovení platnosti předválečných zákonů, status 28. října byl nakonec potvrzen zákonem č. 248/1946 Sb., účinným od 1. ledna 1947. Dvacátý osmý říjen tak byl nadále státním svátkem a památným dnem. V době komunistického režimu již ale připomínka vzniku Československa nebyla do nového svátkového zákona č. 93/1951 Sb., účinného od 1. ledna 1952, zařazena. Na toto datum naopak připadl nově zřízený Den znárodnění.
Slavení 28. října jakožto připomínky vzniku Československa bylo obnoveno v roce 1988 při příležitosti 70. výročí revolučních událostí. Na základě zákonného opatření předsednictva Federálního shromáždění č. 151/1988 Sb. byl 28. říjen prohlášen v pořadí druhým československým státním svátkem (po 9. květnu) jakožto Den vzniku samostatného československého státu. Po rozpadu Československa s koncem roku 1992 převzalo samostatné Česko beze změn československý zákon. Na základě nového svátkového zákona č. 245/2000 Sb., s účinností od 9. srpna 2000, zůstal 28. říjen státním svátkem pod stejným názvem i nadále.
Samostatné Slovensko přijalo již krátce po svém vzniku vlastní svátkový zákon č. 241/1993 Z. z., účinný od 27. října 1993, kde však 28. říjen nebyl obsažen. Mezi slovenské svátky se vrátil až na základě zákona č. 285/1999 Z. z., účinného od 12. listopadu 1999, kdy byl určen památným dnem jakožto Deň vzniku samostatného česko-slovenského štátu. Pod týmž názvem byl zákonem č. 326/2020 Z. z., účinným od 1. ledna 2021, zařazen mezi státní svátky (avšak nikoliv mezi dny pracovního klidu).

## Slavení svátku v Česku

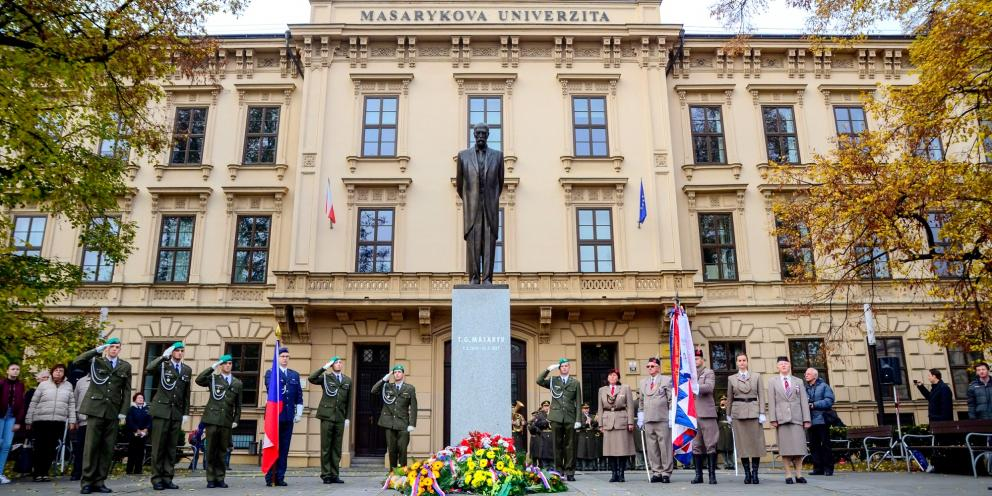
Připomínka 98. výročí založení Československa u sochy T. G. Masaryka na Komenského náměstí v Brně 28. října 2016

Oslavy svátku probíhají na mnoha místech České republiky, hlavní události se však konají v Praze. Významným místem oslav je Národní památník na Vítkově, u nějž tradičně probíhá vojenská přehlídka, je držena minuta ticha a položen věnec k hrobu Neznámého vojína. Na Hradčanském náměstí probíhá slavnostní přísaha příslušníků Armády České republiky. Na Pražském hradě také prezident České republiky jmenuje do generálských hodností vojenské důstojníky a důstojníky bezpečnostních sborů.
Od července 1994 je sváteční 28. říjen je rovněž jedním ze dvou řádových dnů České republiky, tedy dnem, ve kterém se mohou českým občanům propůjčovat a udělovat státní vyznamenání (druhým řádovým dnem je 1. leden coby Den obnovy samostatného českého státu, ten však není v praxi pro tyto účely využíván). Právě 28. října se tradičně koná ve Vladislavském sále Pražského hradu slavnost, na které prezident České republiky oceňuje vybrané osobnosti veřejného života propůjčením nebo udělením státních vyznamenání. Konkrétně jde o Řád Bílého lva (který je nejvyšším státním vyznamenáním České republiky), Řád Tomáše Garrigua Masaryka, medaili Za hrdinství a medaili Za zásluhy.
V Den vzniku samostatného československého státu je od roku 2016 podle zákona č. 223/2016 Sb. zakázán prodej v obchodech, od listopadu 2019 se zákaz týká pouze maloobchodního prodeje (s výjimkami definovanými v zákoně). Maloobchodní prodejny s prodejní plochou 200 m² a více tak musí mít 28. října ze zákona zavřeno, a to po celý den.